# Prospalta leonina
Prospalta leonina är en fjärilsart som beskrevs av Walker 1865. Prospalta leonina ingår i släktet Prospalta och familjen nattflyn. Inga underarter finns listade i Catalogue of Life.